# The City
The City er en amerikansk stumfilm fra 1916 af Theodore W. Wharton.

## Medvirkende
- Thurlow Bergen som George Rand.
- Riley Hatch.
- Elsie Esmond som Emily Rand.
- Bessie Wharton som Mary Hale.
- F.W. Stewart som Jim Hammock.